# Club Deportivo Universidad Católica (baloncesto)
La rama de básquetbol del Club Deportivo Universidad Católica, más conocido como «Basket UC», es un equipo de básquetbol de la ciudad de Santiago de Chile.

## Historia
El 17 de julio de 1960, el equipo derrotó a Sirio por 69-59 en la inauguración del Gimnasio Nataniel, uno de los recintos históricos del basquet chileno.
Entre 1982 y 2009 se desempeñó en la División Mayor del Básquetbol de Chile (DIMAYOR), de la que se consagró campeón en cinco oportunidades, cuatro de ellas de manera consecutiva entre 1983 y 1986, lo que convirtió al equipo en el máximo ganador de dicho campeonato.
El 29 de diciembre de 2009, junto a otros tres clubes, Universidad Católica decidió retirarse de la Dimayor, en protesta por el manejo administrativo de esta.
Tras participar en la Liga Nacional de la Federación de Básquetbol de Chile en la temporada 2010, una serie de conflictos con la dirigencia encabezada por Miguel Herrera motivaron el regreso del club a la Dimayor el 1 de septiembre de 2011. Sin embargo, tras el receso iniciado por ésta en 2013, el club volvió a la Liga Nacional, en la edición 2013-14, finalizando en la 6° posición de la Zona Norte, sin poder clasificar a la Fase Nacional.

## Equipamiento
| Período       | Proveedor |
| ------------- | --------- |
| 2018-2019     | Spalding  |
| 2019-presente | Macron    |

| Período       | Auspiciador Principal |
| ------------- | --------------------- |
| 2017-2018     | Mazda                 |
| 2019-presente | Empresas CMPC         |

## Recinto deportivos

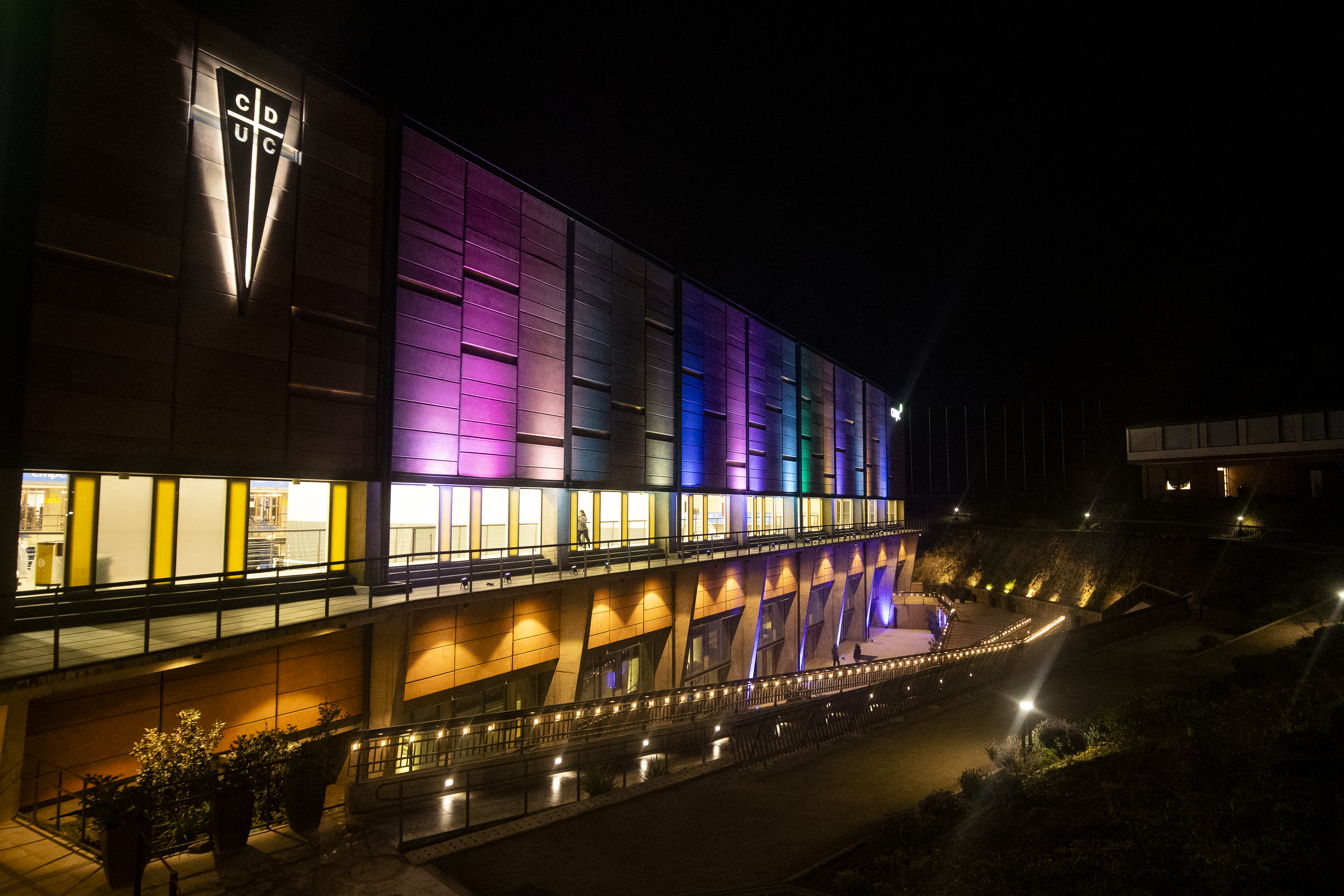
Imagen del Edificio de Deportes UC.

Tradicionalmente el equipo tuvo su sede en el Complejo Deportivo Santa Rosa de Las Condes. Sin embargo, tras la venta de este en 2008, ha ejercido su localía en el Estadio Palestino, mientras se completa el proceso de traslado de todas las ramas del club al Complejo Deportivo San Carlos de Apoquindo.
En 2016, comenzó la propuesta de construcción de un nuevo recinto deportivo del club. Es así como en agosto de ese año fue aprobada su construcción.En dicha propuesta se incluye instalaciones para las rama de básquetbol . En octubre de 2021, finalmente se inauguró el Edificio de Deportes UC.El cual cuenta en uno de sus 3 pisos un gimnasio para el básquetbol con una superficie de 2.100 metros cuadrados con estándar FIBA 1, además de canchas de entrenamiento y canchas para las competencias de básquetbol, respectivamente, dichos gimnasios cuenta con tribunas retráctiles con capacidad de 1.354 personas.

## Básquetbol UC masculino

### Torneos nacionales
- División Mayor del Básquetbol de Chile (5): 1983, 1984, 1985, 1986, 2005.
- Torneo de Apertura: 1989.[11]
- Libcentro (2): 2003, 2004.

### Torneos locales
- Asociación de Básquetbol de Santiago (9): 1942,[12] 1946,[13] 1948,[14] 1950,[15] 1951,[16] 1982,[17] 1985,[18] 1986,[19] 1994.[20]
- Torneo Erasmo López (2): 1985,[21] 1994.[22]
- Cuadrangular de Básquetbol de Valparaíso (1): 1944.[23]
- Torneo por Invitación (1): 1949.[24][25]
- Torneo de Selección de la Asociación de Básquetbol de Santiago para el Campeonato Nacional (1): 1949.[24]
- Cuadrangular universitario (1): 1954.[26]

### Torneos amistosos
- Torneo de las Glorias Navales: 2004.[27]

### Otras categorías
Categoría Juvenil
- Campioni del Domani (6): 1976, 1990, 1991, 1993, 2007, 2008.
- Asociación Regional de Básquetbol Metropolitana: 2008.

Categoría Sub-18
- Torneo Metropolitano 3x3: 2023.[28]

Categoría Sub-17
- Dimayor Centro Sur: 2006.
- Torneo Renato Raggio Catalán: 1998, 1999, 2009,[29] 2011.[30]
- Copa Aniversario Huachipato: 2009.[31]
- Clausura Serie B : 2023.[32]
- Torneo Libcentro: 2022.[33]

Categoría Sub-15
- Copa Navidad Hernán Ossa Castro Spalding: 2009.[34]
- Copa Navidad Hernán Ossa Castro Spalding: 2012.

- Asociación Regional de Básquetbol Metropolitana: 2010.
- Asociación Regional de Básquetbol Metropolitana: 2011.
- Asociación Regional de Básquetbol Metropolitana: 2012.

Categoría Cadetes
- Asociación Regional de Básquetbol Metropolitana: 2008.
- Copa Navidad Hernán Ossa Castro Spalding: 2006.[35]
- Campeonato Libcentro: 2007.[36]

Categoría Infantil
- Asociación Regional de Básquetbol Metropolitana: 2008.
- Copa Pancho Básquetbol: 2009.[37]

### Torneos internacionales
Categoría Infantil
- Copa Ciudad de Firmat: 1988.[38]

## Básquetbol UC Femenino

### Torneos nacionales
Categoría Cadetes
- Copa La Amistad (Osorno): 2006.

Categoría Infantil
- Copa La Amistad (Osorno): 2006.

Categoría Sub-13
- Liga Formativa InterChile: 2024.[39]